# Copper (serie televisiva)
Copper è una serie televisiva statunitense del 2012 creata da Tom Fontana e Will Rokos.
Prima serie ad essere prodotta da BBC America, è ambientata nel 1860 a New York, durante la guerra di secessione, ed incentrata sulle vicende di un poliziotto di origine irlandese.
La serie è stata rinnovata per una seconda stagione il 17 ottobre 2012.
Il 19 settembre 2013 è stata annunciata la cancellazione, tre giorni prima che andasse in onda il finale della seconda stagione.

## Trama
Kevin Corcoran, conosciuto come Corky, è un poliziotto irlandese immigrato a New York. Ad aiutarlo nelle sue imprese ci sono Matthew Freeman, Francis Maguire e Andrew O'Brien. Questi giovani poliziotti hanno un unico scopo: mantenere l'ordine nel quartiere di Five Point. Le loro storie si intrecciano con quella dei Morehouse, famiglia di ricchi imprenditori.

## Episodi
| Stagione         | Episodi | Prima TV USA | Prima TV Italia |
| ---------------- | ------- | ------------ | --------------- |
| Prima stagione   | 10      | 2012         | 2012            |
| Seconda stagione | 13      | 2013         | inedita         |

## Personaggi e interpreti
- Kevin "Corky" Corcoran, interpretato da Tom Weston-Jones.
Poliziotto irlandese immigrato a New York.
- Robert Morehouse, interpretato da Kyle Schmid.
Figlio di Norbert (industriale della Fifth Avenue), precedentemente il superiore di Corcoran e Freeman nella Union Army.
- Matthew Freeman, interpretato da Ato Essandoh.
Medico afro-americano che si improvvisa patologo per Corcoran.
- Elizabeth Haverford, interpretata da Anastasia Griffith.
Moglie inglese dell'amico di Morehouse.
- Eva Heissen, interpretata da Franka Potente.
Scaltra donna d'affari prussiana e direttrice di un bordello.
- Francis Maguire, interpretato da Kevin Ryan.
Poliziotto irlandese che lavora con Corcoran.
- Andrew O'Brien, interpretato da Dylan Taylor.
Detective che lavora con Corcoran e Maguire.
- Annie Reilly, interpretato da Kiara Glasco.
Giovane prostituta orfana.
- Sara Freeman, interpretato da Tessa Thompson.
Moglie di Matthew i cui fratelli furono linciati da un gruppo di irlandesi.